# Điểm cố định (toán học)

Một hàm số với 3 điểm cố định

Trong toán học, một điểm cố định (tên khác: điểm bất biến) của một hàm số là một phần tử của miền xác định của hàm số có giá trị bằng chính giá trị của hàm số tại điểm đó. Nghĩa là c là một điểm cố định của hàm số f(x) khi và chỉ khi f(c) = c. Điều này có nghĩa là f(f(...f(c)...)) = fn(c) = c, một dấu hiệu chấm dứt quan trọng khi tính toán đệ quy với hàm f. Tập hợp các điểm cố định được gọi là tập cố định.
Ví dụ nếu f được định nghĩa trên tập hợp số thực theo công thức
{\displaystyle f(x)=x^{2}-3x+4,}
khi đó 2 là một điểm cố định của f, vì f(2) = 2.
Không phải tất cả các hàm số đều có điểm cố định: ví dụ, nếu f là một hàm được định nghĩa trên số thực với công thức f(x) = x + 1, thì nó không có điểm cố định, vì x không bao giờ bằng x + 1 với mọi số thực. Theo thuật ngữ đồ hoạ, một điểm cố định nghĩa là điểm (x, f(x)) nằm trên đường thẳng y = x, hoặc nói cách khác đồ thị của f có điểm chung với đường thẳng này.
Các điểm quay trở lại cùng một giá trị sau khi một số hữu hạn các lần lặp của hàm số được gọi là điểm lặp lại. Một điểm cố định là một điểm lặp lại với chu kỳ 1. Trong hình học phép chiếu, một điểm cố định của một phép chiếu được gọi là điểm đôi.
Trong lý thuyết Galois, tập hợp các điểm cố định của một tập hợp các phép tự đẳng cấu của một trường là một trường, gọi là trường cố định của tập hợp các phép tự đẳng cấu.